# Barend Coenraad Petrus Jansen
Barend Coenraad Petrus Jansen (Zwolle, 1 april 1884 – Amsterdam, 18 oktober 1962) was een Nederlands scheikundige en biochemicus.

## Biografie
Jansen was de zoon van Willem Jansen en Johanna Maria Zwart. Hij studeerde scheikunde aan de Universiteit van Amsterdam en Universiteit Utrecht en promoveerde in 1912 bij Pieter van Romburgh op het proefschrift: "Bijdrage tot de kennis van cholzuur". Van 1912 tot 1916 was hij assistent op het laboratorium van de medische faculteit van de Universiteit van Amsterdam, vanaf 1913 was hij er ook privaatdocent in de biochemie.
In 1917 vertrok hij naar Nederlands-Indië, waar hij twee jaar later hoofd werd van de farmaceutische-chemische afdeling van het Geneeskundig Laboratorium te Weltevreden. Daarnaast werd hij in 1927 benoemd tot buitengewoon hoogleraar in de Propaedeutische Chemie bij de kort daarvoor opgerichte Geneeskundige Hogeschool in Batavia, terwijl hij zijn werkzaamheden in het laboratorium voortzette. Een jaar later keerde hij terug naar Nederland. Tot aan zijn emeritaat in 1954 was hij gewoon hoogleraar fysiologische scheikunde aan de Universiteit van Amsterdam; het in 1967 betrokken laboratorium voor biochemie van deze universiteit heet het B.C.P. Jansen Instituut. Daarnaast was Jansen directeur van het Nederlands Instituut voor Volksvoeding.
Samenwerkend met Willem Frederik Donath deed Jansen in Nederlands-Indië onderzoek naar vitamines en dan met name naar de onbekende voedingsstof waarvan Christiaan Eijkman dacht verantwoordelijk te zijn voor de ziekte beriberi. In 1926 slaagden ze erin om uit honderden kilogrammen rijstzemelen één gram van deze anti-neuritische stof in gekristalliseerde vorm te isoleren: vitamine B1 (of aneurine zoals Jansen de stof noemde). Het verkregen resultaat werd opgestuurd naar Eijkman die bevestigde dat de verkregen substantie van Jansen en Donath, zelfs in kleine hoeveelheden, bescherming bood tegen beriberi.